# 윤경선
윤경선(尹庚善 1964년 4월 18일~)은 대한민국의 정치인이다. 제8·11·12대 수원시의회 의원이다. 

## 경력
- 제8·11·12대 수원시의회 의원
- 민주노동당 수원시위원회 부위원장
- 통합진보당 수원시 을 지역위원회 위원장

## 역대 선거 결과
|  | 15.04% |

|  | 26.71% |

|  | 21.90% |

|  | 4.86% |

|  | 32.57% |

|  | 17.54% |